# Asplenium seelosii
Asplenium seelosii là một loài dương xỉ trong họ Aspleniaceae. Loài này được Leybold mô tả khoa học đầu tiên năm 1855.
Danh pháp khoa học của loài này chưa được làm sáng tỏ. 